# Iglesia de la Invención de la Santa Cruz (Cardeñosa)
La iglesia de la Invención de la Santa Cruz es un inmueble de la localidad española de Cardeñosa, en la provincia de Ávila.

## Descripción
El edificio se encuentra en la localidad española de Cardeñosa, en la provincia de Ávila. Se menciona como iglesia parroquial del lugar en el quinto volumen del Diccionario geográfico-estadístico-histórico de España y sus posesiones de Ultramar de Pascual Madoz, donde aparece descrita con las siguientes palabras:

una igl. parr. (Sta. Cruz) servida por un párroco cuyo curato es de primer ascenso, de presentacion de S. M. en los meses apostólicos y del ob. en los ordinarios; tiene ademas un beneficiado simple servidero agregado á la dignidad episcopal cuyas cargas levanta el párroco
(Madoz, 1846, p. 555)